# Mellenthin

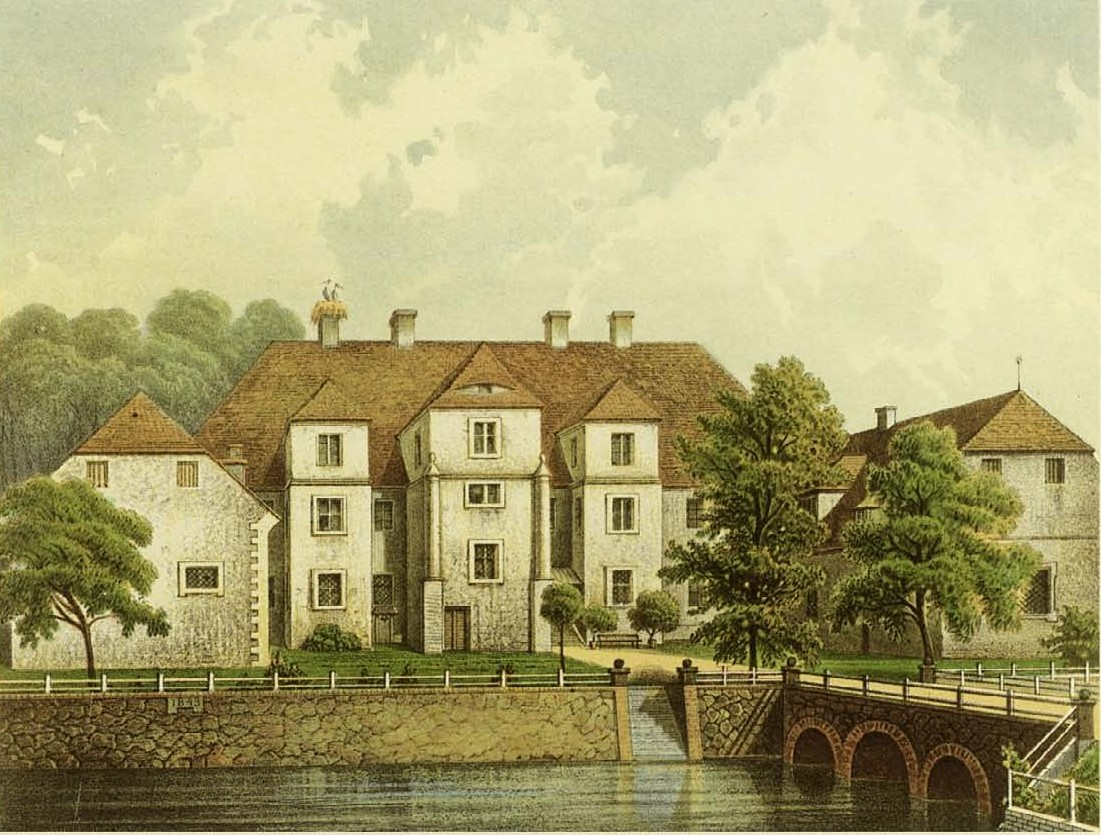
Wasserschloss Mellenthin nach Duncker

Mellenthin ist eine Gemeinde in der Nähe der Stadt Usedom auf der gleichnamigen Insel. Sie wird vom Amt Usedom-Süd mit Sitz in der Stadt Usedom verwaltet. Bis zum 31. Dezember 2004 gehörte die Gemeinde zum Amt am Schmollensee. Am 1. Januar 2005 wurden die Gemeinden Mellenthin und Morgenitz aufgelöst und bilden seither zusammen die neue Gemeinde Mellenthin.

## Geografie und Verkehr
Mellenthin liegt im Binnenland der Insel Usedom sechs Kilometer nördlich des Stettiner Haffes an den Bundesstraßen B 110 und B 111 am Nordrand der Mellenthiner Heide, die Teil des Naturparks Insel Usedoms ist. Das Dorf liegt in einer landschaftlich reizvollen Region fünf Kilometer südwestlich des Schmollensees und genau so weit südlich des Achterwassers, südöstlich des Lieper Winkels und östlich des Peenestroms. Zehn Kilometer südwestlich der Gemeinde liegt die Stadt Usedom und elf Kilometer nördlich befindet sich das Seebad Bansin.
Der nächste Bahnhaltepunkt ist Schmollensee an der Bahnstrecke Heringsdorf–Wolgast, neun Kilometer nördlich von Mellenthin.

## Ortsteile
| - Dewichow - Mellenthin - Morgenitz | Wüstungen und Wohnplätze - Karlsruh (Wüstung) - Palsin (Wüstung) |

Die Gemeinde gehört seit dem Jahr 1990 zum Land Mecklenburg-Vorpommern. Seit 1994 gehörte sie zum Landkreis Ostvorpommern, dieser ging 2011 im Landkreis Vorpommern-Greifswald auf.

## Geschichte

### Dewichow
Im Krienker See liegt gegenüber von Dewichow die Insel Werder. Auf ihr wurde archäologisch eine spätslawische Siedlung festgestellt. Das belegt die slawische Gründung von Dewichow.
Dewichow wurde 1319 erstmals als „Diwachow“ urkundlich erwähnt. Der slawische Gründungsname wird nur mit einem Personennamen in Verbindung gebracht.
Das Gut entstand vor 1880 und ist nur noch in Teilen erhalten. Der Park verschwand nach dem Krieg. In südöstlicher Richtung vom Ort weg standen zwei Bockwindmühlen, die aber nach 1920 verschwanden.
Dewichow war ein Gutsdorf mit einem dominanten Gutshof und den Landarbeiterkaten. Nur südlich lag etwas abgesetzt ein Wohnplatz mit wohl einem Bauerngehöft. In der Gegenwart hat sich die Dorfform verändert. Nach Krieg und Bodenreform entstanden kleine bäuerliche Höfe, die entlang der Straße dem Ort die Form eines Straßendorfes gaben.

### Mellenthin
Die Gegend von Mellenthin wurde schon früh besiedelt, davon zeugen früh- und urzeitgeschichtliche Funde. Vom 7. bis zum 10. Jahrhundert errichteten die Slawen vom Stamm der Liutizen hier eine starke Wallburg. Die datierenden Keramikfunde sind von den Typen Feldberg, Menkendorf und Freesendorf, weitere Funde lassen sich schlechter datieren. Etwa einen Kilometer nördlich von Mellenthin befinden sich die gut erhaltenen Reste der frühslawischen Höhenburg. Die Burg wird heute auch als „Schwedenschanze“ bezeichnet und befindet sich im sogenannten „Borgwald“. Der auf einer hohen natürlichen Sanddüne (Os) errichtete Burgwall hat einen spitzovalen Umriss und dehnt sich über eine Fläche von etwa 5 ha aus. Die Wallhöhen schwanken zwischen 2 m bis 5 m. Die Burg diente unter anderem als Rückzugsort (Fluchtburg) für Mensch und Vieh. Die Anlage mit 250 Metern Durchmesser im Eichenwald ist auf dem Wanderweg durch das heutige Naturschutzgebiet Mellenthiner Os noch deutlich zu erkennen.
Die frühdeutsche Zeit ab 1230 ist belegt durch einen Turmhügel neben dem jetzigen Schlossgelände. Dieser Turmhügelburg folgte der befestigte Hof mit Graben, der Vorläufer der späteren und jetzigen Wasserburg.
Urkundlich erwähnt wurde die Ortschaft 1270 erstmals als „Mildotitz“. In dieser Urkunde vom 15. März des Jahres tauschte der Bischof von Cammin, in dessen Besitz sich Mellenthin befand, auf Verlangen von Herzog Barnim I. von Pommern-Stettin dieses Dorf gemeinsam mit fünf anderen Gemeinden auf Usedom (Ückeritz, Balm, Loddin, Suckow und Krienke) gegen Damerow in Hinterpommern (bei dem heutigen Nowogard), das dem Prämonstratenser-Kloster Grobe bei der Stadt Usedom gehört hatte; 1309 siedelte dieses nach Pudagla um. Der slawische Name wird als „klein“ gedeutet.
Im Jahre 1336 wurden erstmals Vertreter des adligen Geschlechtes von Neuenkirchen in Mellenthin erwähnt. Der Ort war bis zum Tod des herzoglich-pommerschen Rates Christoph von Neuenkirchen (1567–1641), mit dem die Familie im Mannesstamm ausstarb, deren Hauptsitzgut auf der Insel Usedom. Christophs Vater, Rüdiger von Neuenkirchen, ließ von 1577 bis 1580 das noch heute existierende Wasserschloss im Stil der Renaissance errichten. In einiger Entfernung von diesem befinden sich die Überreste des mittelalterlichen Wehrturms.
Nachdem die Schweden 1648 zusammen mit ganz Vorpommern auch die Insel Usedom im Westfälischen Frieden erhielten, wurde der in schwedischen Diensten geadelte General Burchard Müller von der Lühne 1650 neuer Besitzer des Schlosses Mellenthin, zu dem die größte adlige Grundherrschaft auf der Insel Usedom mit den Orten Mellenthin, Neuhof, Neukrug und Gothen (heute Teile von Heringsdorf), Ahlbeck (teilweise), Dewichow, Balm, Dargen und Waschensee gehörte.
Nach dem Frieden von Stockholm vom 1. Februar 1720 ging Mellenthin wie die ganze Insel vom schwedischen Königreich an das Königreich Preußen.
Noch im Besitz der Familie Müller von der Lühne, wurden die Mellenthiner Güter 1747 allodifiziert. Anschließend ersteigerte der preußische Kriegsrat und Oberamtmann von Verchen, Bleichert Peter von Meyenn, den Gutskomplex Mellenthin für 69.000 Reichstaler. Nach der Verwaltungsreform 1815 kam Mellenthin zur preußischen Provinz Pommern und gehörte von 1818 bis 1945 zum Landkreis Usedom-Wollin. 1817 wurde die Mellenthinsche Begüterung erneut wegen Überschuldung versteigert. Bei dieser Gelegenheit trennte man den gesamten Grundbesitz in zwei Komplexe, von denen einer seinen Mittelpunkt in Mellenthin behielt. Hierzu gehörten weiterhin Dargen, Waschensee, Dewichow und Balm. Neuer Besitzer dieser Begüterung wurde der Justizrat Wittchow, nach dessen Tod die Söhne das Erbe erneut teilten. Der Sohn Carl Wittchow erhielt Mellenthin und Balm.
Mellenthin war ein typisches Gutsdorf, auch wenn zwischen dem dominanten Gut einschließlich der Wasserburg und dem Dorf mit einer Landarbeiterkatenzeile die Kirche auf einer Art Anger lag. In der Mitte der Katenzeile befand sich die gutsherrschaftliche Försterei. Um 1800 hatte der Wirtschaftshof vor dem Schloss eine U-Form, die sich aber um 1900 zu einer größeren Y-Form ausweitete.
In der Zeit zwischen den Weltkriegen wurde das Rittergut Mellenthin durch eine Siedlungsgesellschaft parzelliert und in kleinbäuerliche Betriebe aufgeteilt. Dadurch entstanden viele Siedlungshöfe, sodass sich der Ort in Richtung Morgenitz und zur Abzweigung an der B 110 ausweitete.
In der Mellenthiner Heide entstand in dieser Zeit ein Munitionslager der Heeres-Artillerie, die so genannte Muna Mellenthin. Am Ende des Zweiten Weltkriegs wurden die Bunkeranlagen gesprengt. Am 22. August 1947 explodierte im Munitionslager Wehrmachtsmunition wegen mangelnder Sicherheitsmaßnahmen durch die sowjetischen Befehlshaber. Dabei kamen mehrere deutsche Arbeiter ums Leben. Zu DDR-Zeiten entstand dort der Munitionsbergungs- und -zerlegebetrieb. Er wurde auch nach 1990 weitergeführt und kümmert sich um Munitionsreste, Blindgänger und andere Überreste des Krieges und der Militäranlagen (GSSD und NVA). Wegen der Munitionszerlegung und -sprengung ist das Gelände weiträumig als Sperrgebiet ausgewiesen.
Nach Kriegsende kam das Mellenthiner Schloss in öffentliche Nutzung, verschiedene kommunale Einrichtungen der Gemeinde, u. a. ein Kindergarten, waren hier untergebracht. Nach der Privatisierung im Jahre 2001 wurde mit der Restaurierung des Komplexes begonnen und ein Hotel eingerichtet.
Von den Wirtschaftsgebäuden ist im Wesentlichen nur die große Stallscheune mit Speicher geblieben. Dieses Gebäude wurde aufwendig restauriert und zu einer gastronomischen Einrichtung sowie als Feriendomizil ausgebaut.
Von 1945 bis 1952 bildete die Gemeinde mit dem nach dem Zweiten Weltkrieg bei Deutschland verbliebenen Teil des Landkreises Usedom-Wollin den Landkreis Usedom im Land Mecklenburg-Vorpommern (bis 1947) und dann Land Mecklenburg. Dieser ging im Jahr 1952 im Kreis Wolgast im Bezirk Rostock auf.

### Morgenitz
Morgenitz wurde 1270 erstmals als „Murigneuitz“ urkundlich erwähnt. Der Name soll auf einen Personennamen zurückgeführt sein.
→ Siehe Hauptartikel: Morgenitz
Karlsruh (Wüstung)
Karlsruh wurde erstmals 1860 als „Carlsruhe“ erwähnt. Der Name wurde nicht gedeutet. Im Messtischblatt MTB 1920 erscheint der Wohnplatz als Vorwerk Karlsruh. Die letzte offizielle Nennung erfolgte 1925. Der Wohnplatz wird aber noch weiter bewohnt gewesen sein. Die Ruinen sind noch in den Satellitenaufnahmen zu erkennen.
Palsin (Wüstung)
Palsin wurde 1267 erstmals als „Paulzin“ urkundlich genannt. Darin bestätigt Herzog Barnim I. dem Kloster Grobe summarisch alle seine Besitzungen, darunter auch Palsin. Der Ort ist heute nicht mehr zu lokalisieren, nach den Angaben lag er zwischen Morgenitz und Mellenthin. Eine frühere Urkunde von 1239 (PUB I. Nr. 366) in der Palsin genannt wurde, stellte sich später als Fälschung des Klosters heraus, wie viele andere aus dieser Zeit von diesem Kloster.
Es gibt momentan keine registrierten Bodendenkmale in der Gegend, die die Lage bestätigen könnten.

## Politik

### Wappen
| Wappen von Mellenthin | Blasonierung: „In Silber über einem silbern überstiegenen blauen Wellenschildfuß ein rotes Renaissanceschloss mit einem breiteren dreigeschossigen Mittelrisaliten und zwei dreigeschossigen Seitenrisaliten nebst Spitzdächern und acht betagleuchteten Fenstern und einem offenen Rundbogentor neben dem Mittelrisaliten; über den Seitenrisaliten ein schräglinks und ein schräg gestelltes grünes Eichenblatt mit einer Eichel.“                                                               |
| Wappen von Mellenthin | Wappenbegründung: In dem Wappen symbolisieren das Schloss und der Schildfuß das das Dorfbild prägende, auf einer von einem breiten Graben umgebenden Insel gelegene Renaissanceschloss. Die Eichenblätter stehen für den umfangreichen Waldbestand im Gemeindegebiet. Das Wappen wurde von dem Neubrandenburger Andreas Meenke gestaltet. Es wurde am 1. März 2001 durch das Ministerium des Innern genehmigt und unter der Nr. 237 der Wappenrolle des Landes Mecklenburg-Vorpommern registriert. |

### Flagge
Die Gemeinde verfügt über keine amtlich genehmigte Flagge.

### Dienstsiegel
Das Dienstsiegel zeigt das Gemeindewappen mit der Umschrift „GEMEINDE MELLENTHIN * LANDKREIS VORPOMMERN-GREIFSWALD“.

## Sehenswürdigkeiten
→ Siehe: Liste der Baudenkmale in Mellenthin
- Das Wasserschloss Mellenthin ist zu Anfang des 21. Jahrhunderts teilrestauriert worden und bereits wieder ein touristischer Anziehungspunkt, auch wenn noch nicht alle Arbeiten abgeschlossen sind.
- Der ehemalige Gutshof ist ein voll restaurierter Fachwerkbau aus dem 16. Jahrhundert, der heute als Restaurant mit Übernachtungsmöglichkeit, Porzellanausstellung und Verkaufsstelle für Sanddorn- und andere regionale Produkte genutzt wird.
- Die slawische Ringburg liegt 1,5 km nordwestlich von Mellenthin im 65 ha großen Naturschutzgebiet Mellenthiner Os, das 1995 eingerichtet wurde. Wanderwege führen durch Eichenwälder und zu einer ehemaligen Kiesgrube mit Teichvegetation und Vorkommen von Uferschwalben.
- Die mittelalterliche Backstein-Kirche in Mellenthin weist Kreuzrippengewölbe im Chor und Fresken auf. Begraben liegt hier der Erbauer des Mellenthiner Schlosses, Rüdiger von Neuenkirchen, und seine Frau Ilsabe von Eickstädt.
- Hauptattraktion des Wandergebietes Mellenthiner Heide südlich der Gemeinde ist ein Wisent-Reservat.
- Der Ortsteil Dewichow 5 km nordwestlich am Krienker See wurde 1319 erstmals urkundlich als Diwachow erwähnt. Es ist ein ehemaliges Rittergut; das Gutshaus ist ein eingeschossiger Bau aus der ersten Hälfte des 19. Jahrhunderts. Rund um dieses Gutshaus ist eine kleine Siedlung von Ferienwohnungen entstanden. Der Wanderweg vier Kilometer nach Osten zum Naturschutzgebiet der Halbinsel Cosim und zum Balmer See ist sehr beliebt. Seeadler, Weißstorch und Graureiher kommen hier vor.
- Turmhügel „Eiskellerberg“ Mellenthin

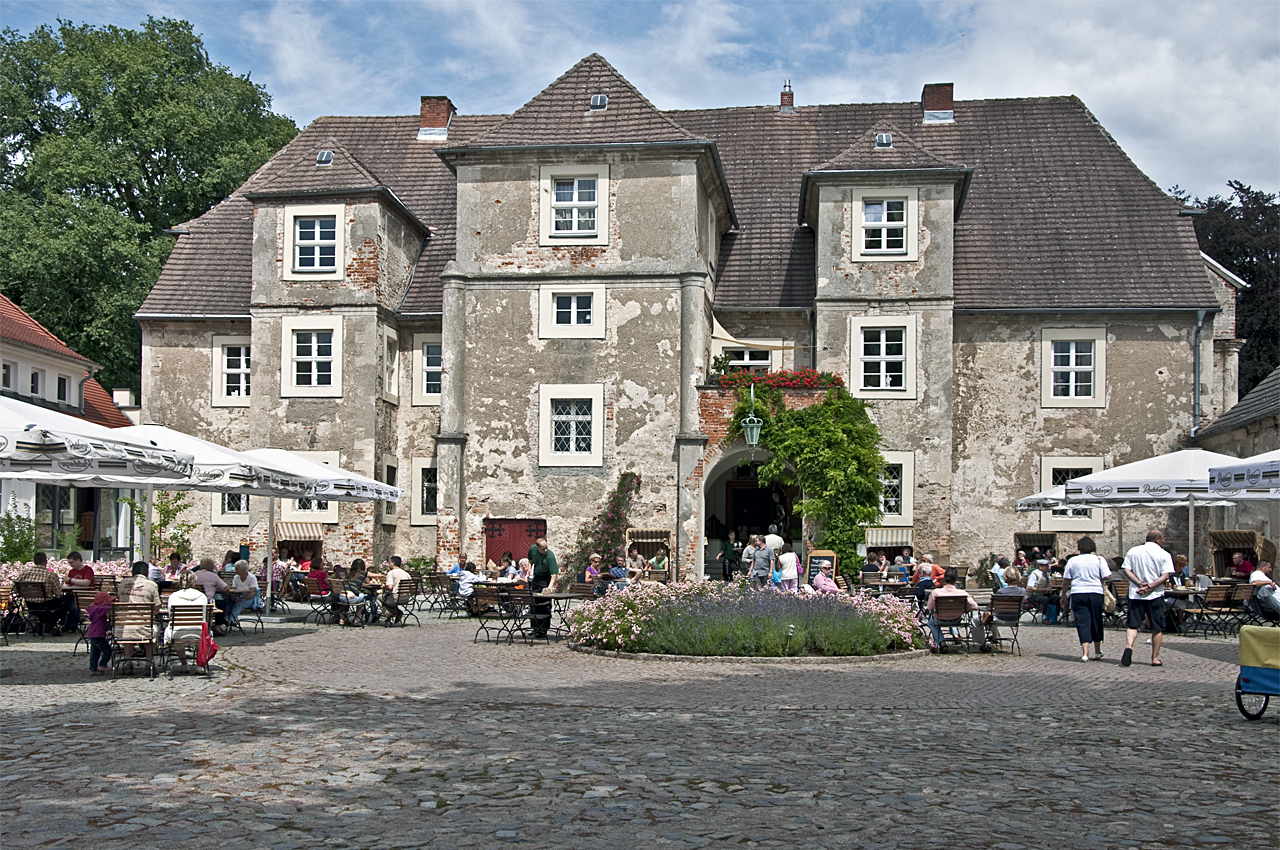
Wasserschloss
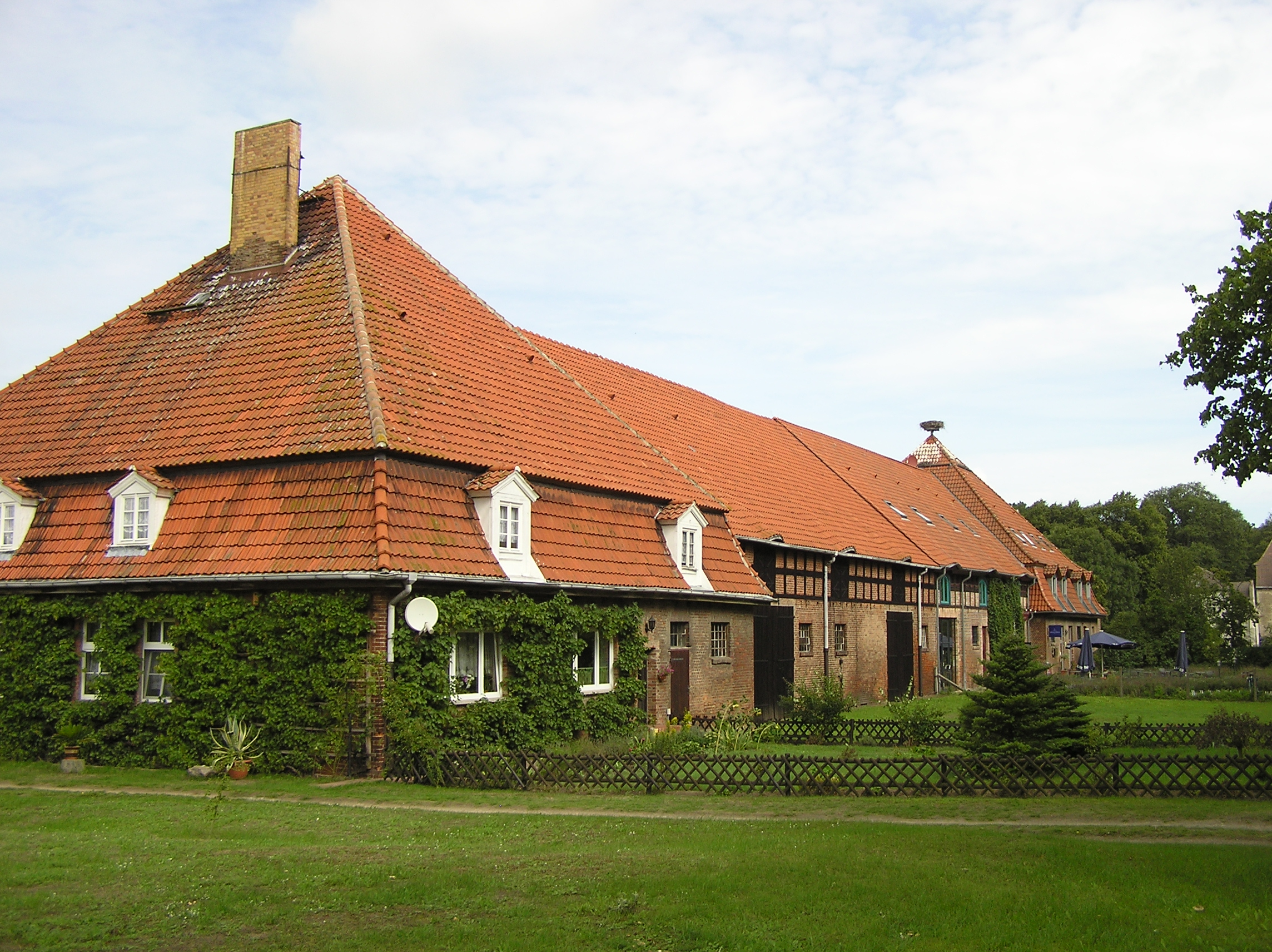
Gutshof
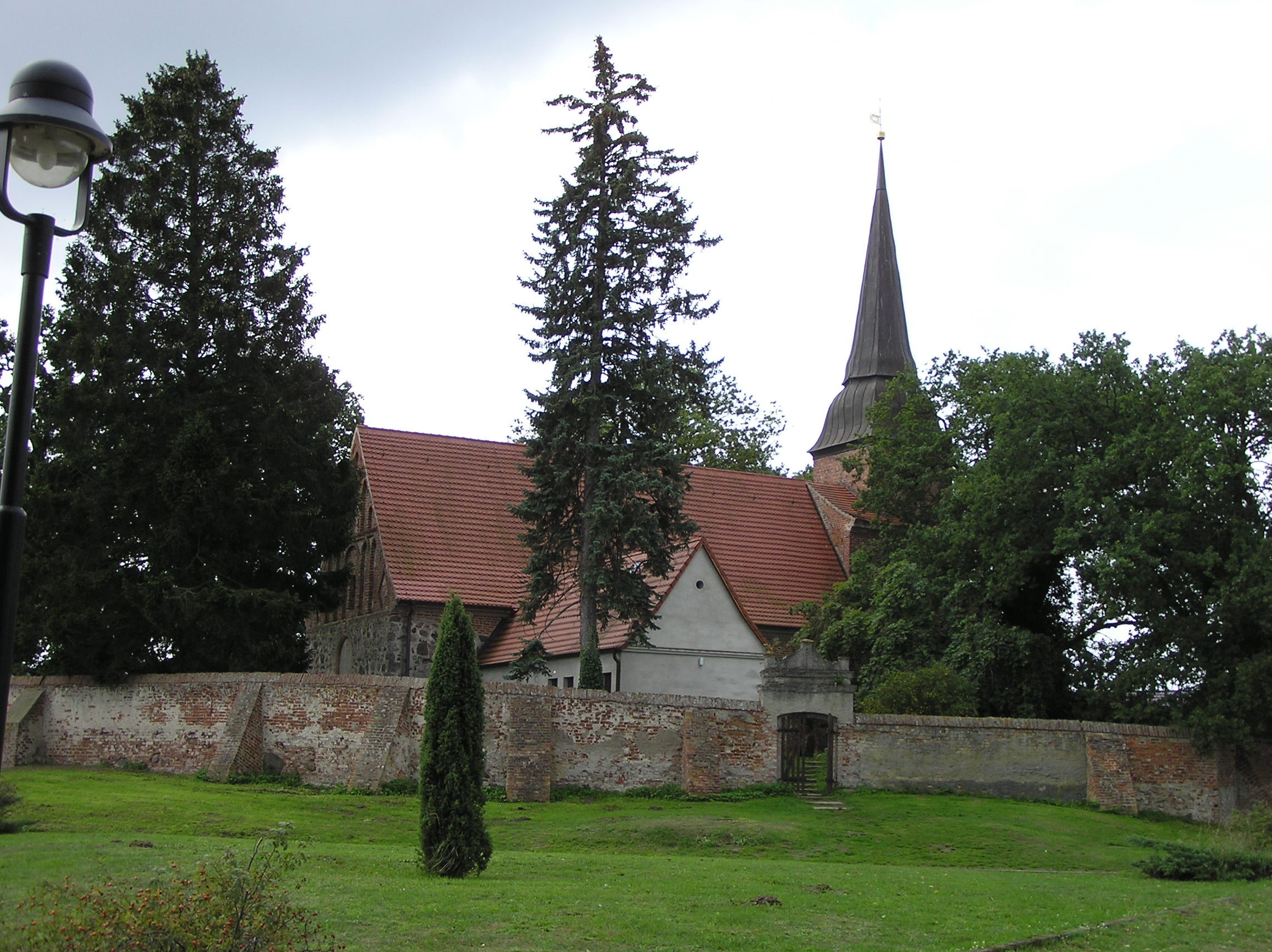
Kirche von Mellenthin
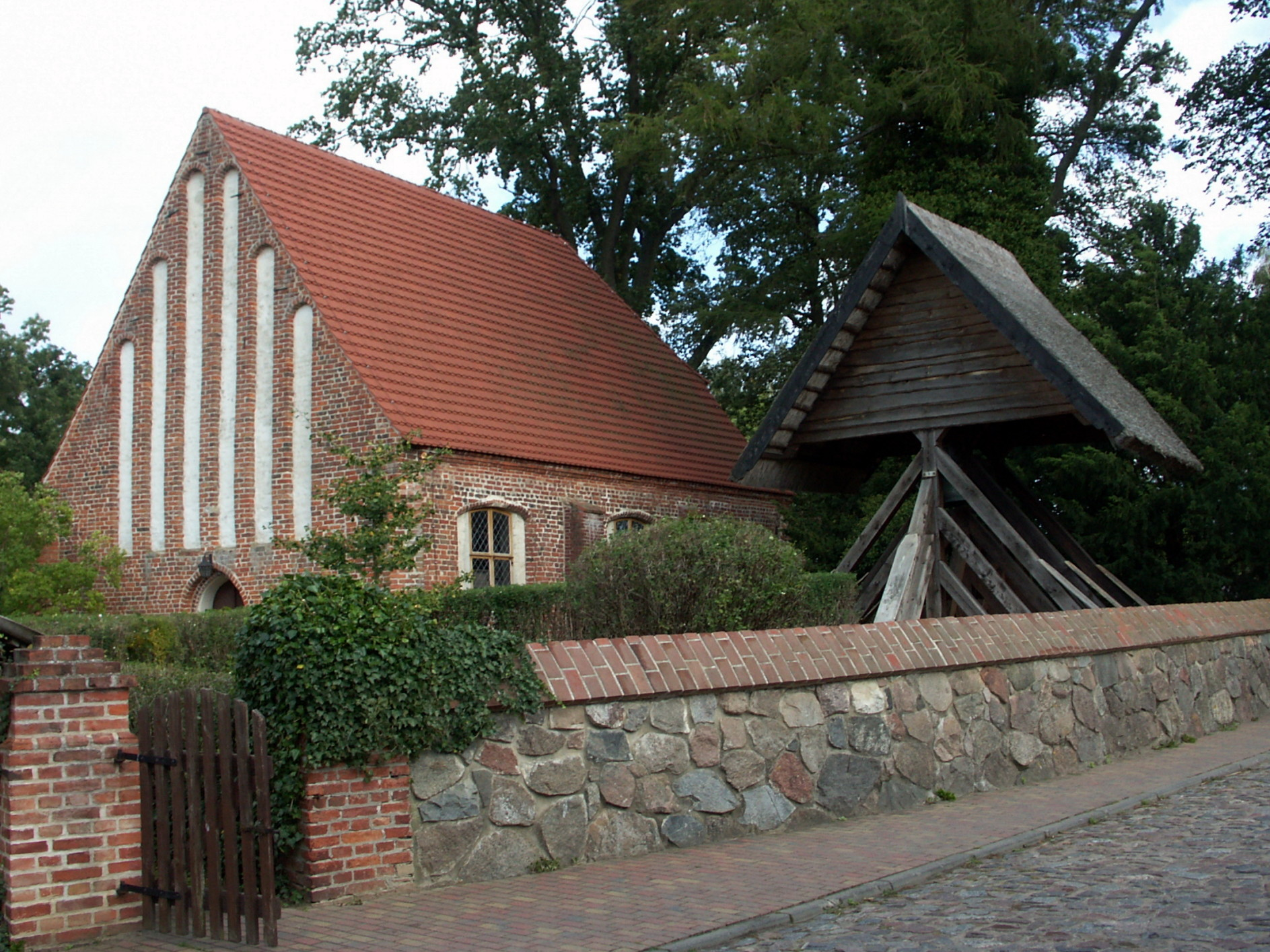
Kirche von Morgenitz

## Verkehr
Das Ultraleichtfluggelände Mellenthin liegt etwa 1 km östlich der Ortsmitte.